# 이진희 (아나운서)
이진희(1986년 12월 23일~)는 지난날의 대한민국의 지역 공중파 방송사 《TBC 대구방송》의 전직 기상 캐스터 출신으로 울산 울주 출생인데, 현재는 최은지 등과 아울러, 케이블 종편 방송사 《TV조선》의 아나운서로 있다.

## 학력
- 울산현대고등학교 졸업(2005년 2월)
- 한양대학교 ERICA캠퍼스 일본어문화학과[2] 학사(2009년 2월)
- 한양대학교 언론정보대학교 언론학 석사(2023년 2월)

## 경력
- KISI 이미지 컨설턴트 수료 (2010년 2월)
- 2010년 5월 ~ 2011년 10월: TBC 대구방송 기상캐스터 (TBC 아침뉴스, TBC 프라임뉴스)
- 2011년 12월 ~ 2019년 6월: TV조선 기상캐스터 (TV조선 메인뉴스 "날" , TV조선 메인뉴스 뉴스쇼 "판", TV CHOSUN 메인뉴스 "뉴스9")
- 2019년 6월 ~ 현재: TV조선 편성본부 소속 아나운서

## 기타 이력
- 2023년 4월 11일 : 《KBS1 임시 정부 수립 기념식》의 객원 MC